# Comcast
Comcast Corporation je americký nadnárodní telekomunikační a mediální konglomerát se sídlem ve Filadelfii. Podle výnosů se jedná o největší mediální korporaci na světě. V rámci USA je druhým největším provozovatelem placené televize (po AT&T), největším provozovatelem kabelové televize, největším poskytovatelem internetového připojení a třetím největším poskytovatelem telefonních služeb. Založen byl v roce 1963.
Do konglomerátu Comcast patří od roku 2011 mediální společnost NBCUniversal se svými televizními sítěmi NBC a Telemundo, množstvím kabelových stanic (včetně MSNBC, CNBC, USA Network, NBCSN, E! a The Weather Channel) a filmovým studiem Universal Studios.